# Ruila
Ruila is een plaats in de Estlandse gemeente Saue vald, provincie Harjumaa. De plaats heeft de status van dorp (Estisch: küla).
Tot in oktober 2017 hoorde Ruila bij de gemeente Kernu. In die maand werd Kernu bij de gemeente Saue vald gevoegd.

## Bevolking
Het dorp had 161 inwoners op 31 december 2011 en 159 inwoners op 31 december 2021.

## Ligging
Ruila ligt tussen twee hoofdwegen in het Estische wegennet: de Põhimaantee 9 van Ääsmäe via Haapsalu naar Rohuküla en de Põhimaantee 4 van Tallinn naar Pärnu. De eerste weg loopt langs de westgrens, de tweede langs de oostgrens van het dorp. De rivier Vasalemma komt eerst door het dorp en stroomt daarna langs een deel van de noordgrens.